# Нурлатский район (ТАССР)
Нурлатский район (Нурлат-Ачасырский район) — упразднённая административно-территориальная единица Татарской АССР, существовавшая с 1927 по 1963 год. Административный центр — село Нурлаты.
Существовал на территории южной части современного Зеленодольского района. Территория района составляла 718 кв.км.

## История
Нурлат-Ачасырский район был образован 14 февраля 1927 года при упразднении Свияжского кантона. 01 августа того же года район переименован в Нурлатский. 4 января 1963 года район был ликвидирован, а его территория вошла в состав Зеленодольского района.

## Административное деление
На 1 января 1948 года район включал в свой состав 34 сельсовета: Акзигитовский, Албабинский, Бакрчинский, Бишбатманский, Больше-Ачасырский, Больше-Ходяшевский, Больше-Ширданский, Бритвинский, Бузаевский, Васюковский, Городищенский, Карашамский, Киреевский, Косяковский, Кугеевский, Кугушевский, Луковский, Мало-Ширданский, Мамадыш-Акиловский, Молвинский, Нижне-Ураспугинский, Нурлатский, Пановский, Русско-Азелеевский, Русско-Ширданский, Соболевский, Старо-Кирмелинский, Сунчелеевский, Тавлинский, Татарско-Танаевский, Тугаевский, Утяковский, Утяшкинский, Чулпанихинский. 